# Dorcadion ossae
Dorcadion ossae är en skalbaggsart som beskrevs av Heyrovský 1941. Dorcadion ossae ingår i släktet Dorcadion och familjen långhorningar. Inga underarter finns listade i Catalogue of Life.